# Korejská mise do Ruska

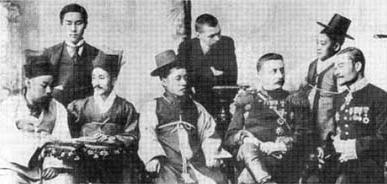
Oficiální fotografie poselstva včetně ruského doprovodu. Dole zleva je Kim Tŭngnjŏn, Jun Čchiho a uprostřed Min Jŏnghwan. Nahoře vlevo je Kim Toil.

Korejská mise do Ruska byla první korejská oficiální zahraniční diplomatická cesta, uskutečněná v roce 1896, ku příležitosti slavnostní korunovace ruského cara Mikuláše II. Trvala celkem 6 měsíců a 21 dní (204 dní).
Jednalo se o první oficiální misi po navázání diplomatických styků mezi Ruskem a Koreou po otevření země roku 1876, v důsledku podepsání nerovnoměrné Kanghwaské smlouvy mezi Japonskem a Koreou. Jakékoli předešlé korejské zahraniční cesty byly spíše „pozorovatelského" rázu. Celá událost byla podbarvena kuriózním pobytem krále na ruském vyslanectví v Soulu, odkud své zemi vládl déle než rok, po zavraždění jeho manželky, královny Min. Korejský panovník a dvůr tehdy Rusko viděli jako svého přítele a spojence v boji proti sílícímu japonskému vlivu. Rusko se po kolonizaci Sibiře stalo s Korejským královstvím přímým sousedem a spolu s Čínou a Japonskem započalo boj o Korejský poloostrov - viz. Čínsko-japonská válka a Rusko-japonská válka.

## Členové delegace
Členy delegace byli ediktem krále Kodžonga povolaní - králův synovec a vysoce postavený jangbanský úředník Min Jŏnghwan, ministr školství a vůdce budoucího korejského Klubu nezávislosti Jun Čchiho, Kim Tŭngnjŏn, poveřený vedením oficiálních záznamů z dlouhé cesty a ne příliš zdatný překladatel a tlumočník Kim Toil.
„Vzhledem k tomu, že se blíží nástup na trůn a obřad korunovace ruského cara, dávám tímto rozkaz Min Jŏnghwanovi, zvláštnímu úředníkovu prvního stupně Úřadu pro královskou domácnost, aby se vydal do Ruska jako zvláštní a zplnomocněný vyslanec, předložil zde dary a účastnil se slavnostního obřadu." 

## Průběh cesty
Delegace se v odpoledních hodinách 1. dubna 1896 nalodila v dnešním jihokorejském Inčchonu na ruskou válečnou loď Gremjaščij. Odtud plula do Šanghaje a z něj přes Japonské souostroví do amerického Vancouveru. Americký kontinent zdolala po železnici a z New Yorku se lodí The Lucania dostala do britského Liverpoolu. Poslední úsek vykonala vlakem, trasou Londýn - Berlín - Varšava - Moskva. Do Moskvy dorazili 20. května, kde probíhal oficiální program. 8. června proběhl přesun do Petrohradu, kde došlo k samotné korunovaci cara. V průběhu léta se delegace setkávala s ruskými ministry, úředníky a vyslanci dalších zemí. Se samotným carem Mikulášem II. se setkali 14. července. Jun Čchiho se od delegace 18. srpna odpojil a vydal se do Evropy. Zbylí vyslanci se zpátky do rodné země vydali zčásti po Transsibiřské magistrále, ale také vozy tam, kde ještě nebyla dokončená. Z Vladivostoku po moři dopluli do Pusanu a obepluli Korejský poloostrov na západ do Inčchonu. Odtud se za několik hodin dostali do Sŏulu, předat informace králi.

## Deníky Min Jŏnghwana a Jun Čchihoa
V Koreji byla odjakživa velmi populární kultura psaní si osobních deníkových záznamů. Výjimkou nebyli ani Min Jŏnghwan a Jun Čchiho, díky kterým se o misi dovídáme mnohé. Minův deník je veden každodenními přísně chronologickými zápisky. Začíná královým povoláním a končí návratem do Sŏulu. Jun Čchiho si deník sice nevedl každý den, ale je mnohem osobnější a detailnější, než formální standardní literátský deník Min Jŏnghwana. Jun zde často do detailu zaznamenává jednotlivé rozhovory mezi Korejci a ruskými úředníky. Díky němu také víme o tajných „Pěti požadavcích" (viz. níže).

## Korunovační dary
Delegaci bylo svěřeno 40 000 jenů na útratu. Dále byla vybavena třemi korejskými vlajkami a příslušnými pečetěmi s nápisem „pečeť zvláštního a zplnomocněného vyslance Velké Koreji", královské dary ke korunovaci - růžová mušlová krabice, 2 vyšívané paravány, 2 bílé mosazné kachle, 4 bambusové závěsy, 4 barvené květinové rohože a 4 závěsné malby. Min Jŏnghwan byl také jako zplnomocněný vyslanec vybaven osobním listem korejského krále ruskému carovi, blahopřejným listem, pověřovacími listinami a instrukcemi. Dalším, tajným, posláním delegace bylo tzv. „Pět požadavků".

## Pět požadavků
1. Poskytnutí jednotky na ochranu krále, dokud nebude řádně vycvičena korejská armáda
2. Poskytnutí vojenských instruktorů
3. Poskytnutí poradců pro královskou domácnost a ministerstva
4. Zavedení telegrafického spojení mezi oběma zeměmi
5. Půjčka tří milionů jenů na splacení korejského dluhu Japonsku

Požadavky odrážely tehdejší politickou situaci v Koreji a všudypřítomný strach ze sílící moci Japonského císařství na Korejském poloostrově. Korea k Rusku vzhlížela a vkládala v něj naději. Rusko, přestože se ke korejským vyslancům chovalo oproti jiným delegacím nadstandardně, více něž o kolonizaci Korejského poloostrova, však usilovalo o udržení si dobrých vztahů se zbytkem světa. Poskytnutí vojenských složek jiné zemi by pro carský stát mohlo přinést značné nepříjemnosti. Utopit v Koreji takovou sumu peněz také neměli v plánu. Kladně reagovali pouze na takové požadavky, které pro Rusko do budoucnosti nebyly hrozbou. De facto na skoro všechno tehdější ruský ministr zahraničí Lobanov při rozhovoru s Minem reagoval příslibem poslání odborníků na danou věc na korejské území.